# Consenvoye
Consenvoye és un municipi francès situat al departament del Mosa i a la regió del Gran Est. L'any 2007 tenia 284 habitants.

## Demografia

### Població
El 2007 la població de fet de Consenvoye era de 284 persones. Hi havia 112 famílies, de les quals 32 eren unipersonals (12 homes vivint sols i 20 dones vivint soles), 40 parelles sense fills, 36 parelles amb fills i 4 famílies monoparentals amb fills.
La població ha evolucionat segons el següent gràfic:
Habitants censats

### Habitatges
El 2007 hi havia 166 habitatges, 121 eren l'habitatge principal de la família, 27 eren segones residències i 18 estaven desocupats. 152 eren cases i 11 eren apartaments. Dels 121 habitatges principals, 88 estaven ocupats pels seus propietaris, 31 estaven llogats i ocupats pels llogaters i 2 estaven cedits a títol gratuït; 3 tenien dues cambres, 8 en tenien tres, 36 en tenien quatre i 74 en tenien cinc o més. 97 habitatges disposaven pel capbaix d'una plaça de pàrquing. A 59 habitatges hi havia un automòbil i a 49 n'hi havia dos o més.

### Piràmide de població
La piràmide de població per edats i sexe el 2009 era:
| Homes | Edats   | Dones |
| ----- | ------- | ----- |
| 0     | 95 o +  | 0     |
| 0     | 90 a 94 | 0     |
| 4     | 85 a 89 | 12    |
| 0     | 80 a 84 | 0     |
| 0     | 75 a 79 | 12    |
| 16    | 70 a 74 | 28    |
| 12    | 65 a 69 | 8     |
| 4     | 60 a 64 | 4     |
| 0     | 55 a 59 | 0     |
| 20    | 50 a 54 | 4     |
| 12    | 45 a 49 | 24    |
| 4     | 40 a 44 | 8     |
| 12    | 35 a 39 | 4     |
| 8     | 30 a 34 | 4     |
| 8     | 25 a 29 | 8     |
| 8     | 20 a 24 | 16    |
| 8     | 15 a 19 | 24    |
| 16    | 10 a 14 | 8     |
| 0     | 5 a 9   | 20    |
| 4     | 0 a 4   | 8     |

## Economia
El 2007 la població en edat de treballar era de 165 persones, 116 eren actives i 49 eren inactives. De les 116 persones actives 108 estaven ocupades (59 homes i 49 dones) i 8 estaven aturades (5 homes i 3 dones). De les 49 persones inactives 14 estaven jubilades, 16 estaven estudiant i 19 estaven classificades com a «altres inactius».

### Ingressos
El 2009 a Consenvoye hi havia 125 unitats fiscals que integraven 292 persones, la mediana anual d'ingressos fiscals per persona era de 16.070 €.

### Activitats econòmiques
Dels 6 establiments que hi havia el 2007, 1 era d'una empresa de construcció, 3 d'empreses de comerç i reparació d'automòbils, 1 d'una empresa d'hostatgeria i restauració i 1 d'una empresa classificada com a «altres activitats de serveis».
Dels 4 establiments de servei als particulars que hi havia el 2009, 1 era una fusteria, 2 perruqueries i 1 restaurant.
L'any 2000 a Consenvoye hi havia 9 explotacions agrícoles.

## Equipaments sanitaris i escolars
El 2009 hi havia una escola elemental integrada dins d'un grup escolar amb les comunes properes formant una escola dispersa.

## Poblacions més properes
El següent diagrama mostra les poblacions més properes.